# Kuroshiovolva
Kuroshiovolva là một chi ốc biển, là động vật thân mềm chân bụng sống ở biển thuộc họ Ovulidae.

## Các loài
Các loài thuộc chi Kuroshiovolva bao gồm:
- Kuroshiovolva lacanientae Lorenz, 2009[2]
- Kuroshiovolva shingoi Azuma & Cate, 1971[3]